# Tirreno (mitología)
En la mitología etrusca Tirreno (en latín: Tyrrhenus, en griego antiguo: Τυρρηνός, Tyrrhēnós; Τυρσηνός, Tyrsēnós), era según Estrabón hijo de Atis, rey de Lidia.
A causa de una hambruna, el rey decidió dividir a los lidios en dos grupos. Designó por sorteo a uno para que permaneciera en el país y a otro para que saliera de él. Al frente de los que se quedaron, se puso el propio rey, quien echó a suertes con cuál de sus dos hijos se quedaba. Se quedó con Lido y Tirreno tuvo que partir en la expedición que emigró de Lidia hasta el país de los umbros, acompañado de la mayor parte de su pueblo. Al territorio al que llegó lo llamó Tirrenia, también llamada Etruria. Fundó doce ciudades, al frente de las cuales puso a Tarconte.